# Hans Fuhrer
Pour les articles homonymes, voir Fuhrer.
Pas d'image ? Cliquez ici
Hans Fuhrer, né à Innertkirchen ou à Grindelwald, en Suisse en 1888 et mort en 1958 à Portland, aux États-Unis, est un alpiniste et guide de haute montagne suisse des XIXe et XXe siècles.
Hans Fuhrer émigre aux États-Unis en compagnie de son frère, Heinrich, qui était guide lui aussi.
Pendant sa carrière, Hans Fuhrer réalise plus de 150 ascensions du mont Rainier et plus de 100 ascensions du mont Hood. En 1926, en compagnie de son frère, il passe au Canada et les deux hommes commencent à travailler en tant que guides pour Ressources naturelles Canada dans le parc national de Jasper. Il occupe ce poste jusqu'en 1932, date à laquelle il devient guide indépendant. En 1927, il accompagne Alfred James Ostheimer dans le champ de glace Columbia et le champ de glace Clemenceau, gravissant 36 sommets en 63 jours, dont 27 pour la première fois.

## Sources et bibliographie
- (en) Alfred J. Ostheimer, Every Other Day, Club alpin du Canada, 2002
- (en) 2002 American Alpine Journal, 2002 (ISBN 978-1-933056-49-4, lire en ligne), p. 290-291
- (en) Dee Molenaar, The Challenge of Rainier : A Record of the Explorations and Ascents, Triumphs and Tragedies on One of North America's Greatest Mountains, The Mountaineers Books, 2 octobre 2012, 4e éd., 400 p.